# ジョフロワ1世 (ガティネ伯)
ジョフロワ1世・ド・ガティネ（フランス語：Geoffroy Ier de Gâtinais）、ラテン語名はガウズフリディ・コミティス ・ワスティネンシス（ラテン語：Gauzfridi comitis Wastinensis）、10世紀末にこの地域の最初の伯爵となった人物である。この称号を持つのはジョフロワが初めてで、前任者はオルレアン副伯と称されていたようである。
他、シャトー＝ランドン伯ジョフロワを意味するラテン語でゴスフレディ・コミティス・ランドネンシ＝カストリ（ラテン語：Gosfredi, comitis Landonensi castri）とも称されていた。シャトー＝ランドンは当時ガティネの首都であった。 

## 生涯
979年6月9日、フランス王ルイ5世がコンピエーニュで署名した証書の証人として初めて記録に登場する。
985/7年ごろ、ブロワ伯ウード1世の家臣であるテドゥアンは、シャルトルのサン・ペール修道院にヴィロット領（フランス語）を寄進した。ジョフロワがこの証書に署名したのは、ブロワ伯の直後、寄進者の直前であり、これはある種の封建的重要性を示している。
最後に息子のオーブリー湾曲伯が署名した1028年の証書によると、ジョフロワ1世はブロワ伯ウード1世との戦いで、ヴァンドーム、ムラン及びコルベイユ伯ブシャール1世側に味方し、領地であるボエス（フランス語版）とエシユーズ（フランス語版）を報酬として獲得している。
周この戦争は、当初999年の出来事としていたが、現在では991年のムラン包囲戦であったと特定されている。
この日以降、ジョフロワ1世に関する記述はなく、997年にサン＝ブノワ＝シュル＝ロワール修道院（フランス語版）の院長アボン司教から教皇グレゴリウス5世に宛てた手紙に、クオーと甥ウォル（Quauz…, nepos Wal…)という人物の名について触れ、ウォルという名の甥がガティネ伯領地を荒らし回っており、破門を願い出た。

## 結婚と子女
975年、ジョフロワ1世はマコン伯オーブリー2世の娘ベアトリス・ド・マコンと結婚した。
- オーブリー湾曲伯（フランス語版）（985年頃 - 1030年頃） - ガティネ伯を継承。嗣子となる子女がなかったため、異父弟ジョフロワ2世が後継した。

仮説では、さらに以下2子がいたとされる。
- ジョフロワ（おそらくの名）（980年頃 - 997年） - おそらくアボン司教の手紙に書かれていたクオー（Qauz）であり、後のジョワニー伯（フランス語版）と何か関係があったと推察されている。
- 名前不明の娘 - おそらくマコン伯ギー（ウィド）の妻であったとされる。この娘はマコン伯位がオーブリー2世から何故ブルゴーニュ伯嗣子であるギーに継承されたかを説明するために存在するとされたが、別の説明も可能である。ギーはマコン伯オーブリー2世と死別し、マコン伯領を相続した未亡人エルマントルド・ド・ルシーと再婚相手ブルゴーニュ伯オット＝ギヨームの息子である。婚姻関係から、エルマントルドは前夫オーブリー2世の娘ベアトリス・ド・マコンの実母ではない。オーブリー2世が嗣子となる男児を持たずに死去すると、マコン伯領は未亡人エルマントルドと後夫オット＝ギヨームの手に渡り、さらにその息子ギーの手に渡ったとされる。

## 親族
ジョフロワ1世の親子関係やガティネを獲得した方法については諸説ある。
1. 当時の貴族エドゥアール・ド・サン＝ファルによると、ジョフロワ1世をガティネに連れて行ったのは彼の妻であり、オルレアン副伯オーブリー（フランス語版）とマコン伯オーブリー2世を同一視した。ジョフロワの祖先について、ジョフロワの名持つ家系は当時すでに多数存在し、結論は出せないとしている。最後に、オルレアン副伯オーブリーは後継者のウォル...をヴェクサン伯、ヴァロワ伯及びアミアン伯ゴーティエ1世（ウォルサール）（フランス語版）としており、一説ではゴーティエがベアトリス・マコンの2番目の夫であったとしている。
2. フランスの歴史学者クリスティアン・セティパニ（フランス語版）によると、ジョフロワ1世は妻との間に彼と同名の息子がいた。一説ではジョフロワ1世の母とされるヴェクサン伯ゴーティエ1世の妻はアンジュー伯フルク2世とその妻ジェルベルジュの娘アデライードと思わしき女性（他オルレアン副伯ジョフロワの娘もしくはオルレアン副伯オーブリーの妹（ロルゴン家（フランス語版）参照）諸説有）であると思われる。セティパニは、オルレアン副伯オーブリーの死後、おそらくその甥孫にあたりガティネ領を相続したジョフロワ・ド・ヴェクサンとガティネ伯ジョフロワ1世を同一視した（したがって、ガティネはオルレアンの広大な副伯領を分割して生まれたと考えられ、マコン、シャロン、ブルゴーニュ地方全体とは関係がないことになり、ジョフロワ1世はアギロルフィング家の者だと考えられる）。この継承はおそらく遺言によるもので、本来相続人の最有力候補となり得たのはアンジュー伯フルク2世と妻ジェルベルジュであったと思われる。ジョフロワ1世は1人（あるいは複数）の幼い遺児を遺してに死去したため、当然ながらヴェクサン、ヴァロワ、アミアン伯領の相続人であった兄ゴーティエ2世白伯（ウォル...伯）（フランス語版）が、甥オーブリー湾曲伯が成人するまでの間、伯位を継承することとなった。